# セグレの多重複素数
数学における多重複素数（たじゅうふくそすう、英: Multicomplex number）ℂn は、Segre (1892) が導入した、各自然数（0 を含む） n ∈ ℕ に対して定義される超複素数系の系列で、それぞれは ℝ 上 2n-次元の可換結合多元環を成す。

## 定義

### 再帰的
多重複素数環 ℂn は、初期値 ℂ0 ≔ ℝ から再帰的に構成することができる。
n ≥ 1 のとき、ℂn−1 がすでに得られているものとして、新たな虚数単位in ∉ ℂn−1 を i2
n = −1 および他の虚数単位 i1, …, in−1 と可換なるものとして導入し、{\displaystyle \mathbb {C} _{n}:=\{x+yi_{n}\mid (x,y)\in \mathbb {C} _{n-1}^{2}\}} と置く。

### 直截的
n ≥ 1 に対し、 1 および in は ℂn−1 の任意の数と可換、また span(1, in) ∉ ℂn−1（特に in ∉ ℂn−1）とする。
関係式 ℂn = {x + yin  |  (x, y) ∈ ℂn−12} は代数のテンソル積を用いて ℂn = ℂn−1 ⊗ℝ span(1, in) と書き直せる。さらに言えば、条件 i2
n = −1 から span(1, in) ≅ ℂ であり、ℂn ≔ ℂn−1 ⊗ℝ ℂ と書いてもよい。ℝ はテンソル積 ⊗ℝ の単位元であって、空積を対応付けることができる。まとめると {\displaystyle \mathbb {C} _{n}=\underbrace {\mathbb {C} \otimes _{\mathbb {R} }\mathbb {C} \otimes _{\mathbb {R} }\cdots \otimes _{\mathbb {R} }\mathbb {C} } _{n{\text{ factors}}}={\bigotimes ^{n}}_{\mathbb {R} }\mathbb {C} \qquad (\forall n\in \mathbb {N} ).}

## 代数的性質
- 各階 n において成分数は倍化し、ℂ0 ≔ ℝ が ℝ 上一次元であるから、ℂn は ℝ 上の次元が 2n である。
- 各 ℂn はバナッハ代数を成す。
- n ≥ 2 に対し、可換環 ℂn は零因子を持つ: なんとなれば
  - 二つの自然数が a ≠ b のとき、ia − ib ≠ 0 かつ ia + ib ≠ 0 だが (ia − ib)(ia + ib) = i2
a − i2
b = 0 を満たす;
  - 二つの自然数が a ≠ b のとき、ia⋅ib − 1 ≠ 0 かつ ia⋅ib + 1 ≠ 0 だが (ia⋅ib − 1)(ia⋅ib + 1) = i2
a⋅i2
b − 1 = 0 を満たす。

### 部分環
- n ≥ 1 に対し、ℂ0, …, ℂn−1 は何れも ℂn の部分環である。
- k ≤ n に対し、ℂn は ℂk 上 2n−k-次元である。
- n ≥ 1 に対し、各虚数単位 ik は i2
k = −1 を満足するから、ℂn は複素数平面の n 個のコピーを含む。
- n ≥ 2 および a ≠ b に対し、数 ja,b ≔ ia⋅ib = ib⋅ia は ja,b2 = 1 を満たすから、ℂn は n(n−1)/2 個の分解型複素数平面を含む。

## 系列の最初のほうの代数
小さい n に対してはよく知られた代数も含まれる:
- ℂ0 ≔ ℝ は実数体;
- ℂ1 ≔ ℂ は複素数体;
- ℂ2 ≔ ℂ ⊗ℝ ℂ は双複素数環;
- ℂ3 を三重複素数環 (tricomplex numbers) と呼ぶ。以降も同様。